# 토미슬라브 이브코비치
토미슬라브 이브코비치(크로아티아어: Tomislav Ivković, 1960년 8월 11일, SR 크로아티아 자그레브 ~)는 크로아티아의 프로 감독이자, 행정가이며, 전직 선수이다.
20년 가까이 지속된 그의 현역 시절에 대체로 포르투갈에서 활약했는데, 스포르팅 리스본을 비롯해 5개 구단에서 활약했다. 이브코비치는 1980년대 말에서 1990년대 초까지 유고슬라비아 국가대표팀에서 활약했는데, 1번의 월드컵과 1번의 유럽 선수권 대회에 참가했다.
2010년, 그는 지도자의 길을 걷기 시작했다. 감독으로서, 이브코비치는 메지무레, 로코모티바 자그레브, 알 파이살리, 슬라벤 벨루포, 루데슈, 인테르 자프레시치, 젤레즈니차르, 그리고 보라츠 바냐 루카를 지휘했다.
감독이 되기 전에 2022년 1월부터 4월까지는 보라츠 바냐 루카의 단장도 맡았다.

## 클럽 경력
이브코비치는 유고슬라비아 크로아티아 사회주의 공화국의 자그레브 출신이다. 그는 1978년에 디나모 자그레브에서 현역 선수로 신고식을 치르고, 1983년 1월에 디나모 빈코브치를 거쳐 츠르베나 즈베즈다에 입단했다.
1985년, 이브코비치는 오스트리아의 티롤 인스브루크로 이적하며 처음으로 해외 무대로 진출했고, 1988년까지 인스브루크에 머물렀다. 비너와 헹크를 거친 그는 1989년에 스포르팅 리스본으로 이적해 4년 동안 구단과 동행하며, 대부분 경기에 출전했지만, 한 번도 우승을 거두지 못했다.
이브코비치는 포르투갈의 이스토릴, 비토리아 세투발, 벨레넨스스, 그리고 이스트렐라 아마도라에서 말년을 보냈고, 1998년에 은퇴했다. 이스트렐라로 이적하기 전, 그는 1996-97 시즌에 세군다 디비시온의 살라망카 경기에 6번 출전해 라 리가 승격에 일조했고, 은퇴할 당시 그의 나이는 38세였다.

## 국가대표팀 경력
이브코비치는 1983년부터 1991년까지 유고슬라비아 국가대표팀 경기에 38번 출전했다. 그의 첫 주요 대회는 프랑스에서 열린 유로 1984로 이 대회에 조란 시모비치의 후보 골키퍼로 참가했다: 유고슬라비아는 조별 리그 3경기를 모두 패하고 조기에 탈락했는데, 그가 출전한 유일한 경기인 덴마크와의 2차전도 0-5로 대패했다. 같은 해, 그는 로스 앤젤레스에서 열린 1984년 하계 올림픽에서 동메달을 목에 걸었다.
이브코비치는 이탈리아에서 열린 1990년 월드컵에서 주전 골키퍼로 참가해 5번의 국가대표팀 경기에 모두 출전했지만, 아르헨티나와의 8강전에서 승부차기 끝에 무릎을 꿇었다: 이 경기에서, 그는 승부차기 주자로 나선 디에고 마라도나를 막아내었지만,(몇 달 전, 그는 앞서 스포르팅 리스본과 나폴리 간 1989-90 시즌 UEFA컵 경기에서도 승부차기 주자로 나선 마라도나를 막아냈고, 둘은 월드컵 경기를 앞두고 내기를 했는데, 이브코비치 측이 내기에서 이겼다.)
그의 마지막 국가대표팀 경기는 1991년 9월에 열린 스웨덴과의 친선경기였다.

## 감독 경력
2004년을 기점으로, 이브코비치는 크로아티아 국가대표팀의 즐라트코 크란차르 감독 휘화 사단 일원으로 골키퍼 코치를 맡았다. 그는 2006년 7월에 2006년 월드컵 조별 리그 탈락 후 다른 사단 일원들과 함께 계약이 끝나면서 떠났다.
2007년, 이브코비치는 감독으로서 본격적으로 활동을 시작했는데, 우선 아랍에미리트의 알-샤바브에서 수석 코치를 역임했다. 2년 후, 그는 페르세폴리스의 수석코치로서 벤치를 지켰다.
2010년 4월, 이브코비치는 프르바 HNL의 메지무레 감독으로 취임해 처음으로 총감독을 맡았다. 1개월에 불과한 짧은 기간에, 그는 2승 1무 4패를 기록했고, 시즌을 16개 구단 중 15위로 마감해 강등되었다. 메지무레를 떠난 이브코비치는 로코모티바 자그레브, 알 파이살리, 슬라벤 벨루포, 루데슈, 그리고 인테르 자프레시치를 지도했다.
2021년 6월 18일, 그는 보스니아 헤르체고비나 프리미어리그의 젤레즈니차르 감독이 되었다. 이비코비치는 젤레즈니차르 1년차에 보라츠 바냐 루카와의 2021년 7월 17일 첫 리그 경기를 비겼다. 이브코비치는 그로부터 1주 후인 7월 24일에 투즐라 시티와의 다음 리그 경기에서 첫 패를 당했다. 그는 포수셰와의 2021년 7월 31일 리그 경기에서 마침내 첫 승리를 신고했다. 2021년 9월 22일, 이브코비치는 최대 경쟁 구단인 사라예보와의 사라예보 더비 경기에서 처음으로 패했다. 결국 2021년 12월 24일, 그는 젤레즈니차르와의 계약을 해지하며 구단을 떠났다.
3개월 동안 단장을 역임한 후인 2022년 4월 4일, 이브코비치는 네마냐 밀랴노비치 감독의 사퇴로 공석이 된 보라츠 바냐 루카의 감독으로 취임했다. 이브코비치의 임기 첫 경기는 2022년 4월 9일에 열린 즈린스키 모스타르와의 안방 경기로, 1-1 무승부로 끝났다. 그는 4월 23일에 라드니크 비옐리나와의 안방 경기에서 1-0으로 이기며 첫 승을 챙겼다. 이브코비치는 2022년 5월 15일, 1-2로 패한 슬로보다 투즐라 원정 경기에서 처음으로 패했다. 그는 2022년 6월에 보라츠를 떠났다.

## 행정가 경력
2022년 1월 10일, 이브코비치는 보스니아 헤르체고비나 프리미어리그의 보라츠 바냐 루카의 단장이 되었다. 그는 2022년 4월 4일, 단장직에서 물러나 보라츠의 감독이 되었다.

## 감독 통계
2022년 5월 29일 기준
| 구단                | 취임             | 해임             | 기록 | 기록 | 기록 | 기록 | 기록   |
| 구단                | 취임             | 해임             | 전   | 승   | 무   | 패   | 율 %   |
| ------------------- | ---------------- | ---------------- | ---- | ---- | ---- | ---- | ------ |
| 메지무레            | 2010년 4월       | 2010년 6월       | 7    | 2    | 1    | 4    | 028.57 |
| 로코모티바 자그레브 | 2011년 12월 23일 | 2015년 5월 11일  | 121  | 51   | 26   | 44   | 042.15 |
| 로코모티바 자그레브 | 2016년 7월 25일  | 2016년 11월 4일  | 19   | 7    | 3    | 9    | 036.84 |
| 알 파이살리         | 2016년 11월 14일 | 2017년 2월 17일  | 12   | 3    | 4    | 5    | 025.00 |
| 슬라벤 벨루포       | 2017년 10월 29일 | 2018년 11월 10일 | 39   | 12   | 13   | 14   | 030.77 |
| 루데슈              | 2018년 12월 23일 | 2019년 6월 4일   | 18   | 3    | 2    | 13   | 016.67 |
| 인테르 자프레시치   | 2020년 4월 8일   | 2021년 3월 6일   | 31   | 5    | 5    | 21   | 016.13 |
| 젤레즈니차르        | 2021년 6월 18일  | 2021년 12월 24일 | 21   | 7    | 8    | 6    | 033.33 |
| 보라츠 바냐 루카    | 2022년 4월 4일   | 2022년 6월 3일   | 9    | 3    | 4    | 2    | 033.33 |
| 합계                | 합계             | 합계             | 277  | 93   | 66   | 118  | 33.57  |

## 수상

### 선수
디나모 자그레브
- 유고슬라비아 1부 리그: 1981–82
- 유고슬라비아 컵: 1979–80

츠르베나 즈베즈다
- 유고슬라비아 1부 리그: 1983–84
- 유고슬라비아 컵: 1984–85

살라망카
- 세군다 디비시온: 1996–97

유고슬라비아
- 지중해 게임: 1979
- 하계 올림픽 동메달: 1984

### 감독
로코모티바 자그레브
- 프르바 HNL 준우승: 2012–13
- 흐르바츠키 노고메트니 쿠프 준우승: 2012–13